# André Arcoverde de Albuquerque Cavalcanti
Dom André Arcoverde de Albuquerque Cavalcanti (Pesqueira, 15 de dezembro de 1878 — Taubaté, 20 de junho de 1955) foi um bispo católico brasileiro. Teve como sagrante principal em sua ordenação episcopal, Dom Sebastião Leme da Silveira Cintra.
Era sobrinho do Cardeal Arcoverde.
Foi o primeiro bispo diocesano de Valença e segundo bispo da Diocese de Taubaté.